# Т-62
Т-62 (Індекс ГБТУ — Об'єкт 166) — радянський середній та основний танк другого покоління. Перший у світі танк із гладкоствольною гарматою у виробництві.
Хоча Т-62 став стандартним танком у радянському арсеналі, він не повністю замінив Т-55 на експортних ринках через вищі витрати на виробництво та вимоги до обслуговування порівняно з його попередником.
Т-62 активно застосовувалися під час ірано-іракської війни, війни Судного дня, радянського вторгнення в Афганістан, першої та другої російсько-чеченських війн та вторгнення Росії в Грузію. З 2022 року застосовуються ЗС РФ у збройній агресії проти України.

## Історія створення
Основним середнім танком на озброєнні СРСР протягом 1950-х років залишався Т-54/55. Незважаючи на постійне вдосконалення танка, зокрема підвищення його вогневої потужності, його озброєння, яке складалося зі 100-мм нарізної гармати Д-10Т, залишалося незмінним. Д-10Т, до якої до 1961 року були лише каліберні бронебійні снаряди, до середини 1950-х років вже не забезпечувала ефективного ураження нового американського середнього танка M48, тоді як західні танки на той час мали у своєму боєкомплекті підкаліберні снаряди з відокремлюваним піддоном і кумулятивні снаряди, що пробивали броню радянського танка на нормальних дистанціях бою.
До створення Т-62 призвели два напрями робіт радянського танкобудування 1950-х років — розробка нового озброєння для середніх танків і ініціативні розробки КБ Уралвагонзаводу зі створення перспективного середнього танка для заміни Т-54/55. У 1958 році роботи над перспективним танком «Об'єкт 140» були припинені в КБ Уралвагонзаводу за ініціативою його головного конструктора заводу Л. Н. Карцева, який вважав новий танк занадто нетехнологічним і складним в експлуатації. У передбаченні такого результату, паралельно з цим велася розробка танка «Об'єкт 165», який був гібридом із корпусу і башти «Об'єкта 140», бойового відділення «Об'єкта 150» і моторно-трансмісійного відділення та ходової частини Т-55. Заводські випробування танка були завершені в 1958 році, і за їх результатами 31 грудня того ж року Міністерство оборони СРСР затвердило створення у 1959 році другого варіанту «Об'єкта 165», більш наближеного за конструкцією до серійного Т-55.
Основним озброєнням «Об'єкта 165», як і інших перспективних середніх танків, що розроблялися у 1950-х роках, мала стати нова нарізна 100-мм гармата Д-54 (У-8ТС), розроблена у 1952–1953 роках. У порівнянні з Д-10, Д-54 мала збільшену з 895 до 1015 м/с початкову швидкість каліберного бронебійного снаряда і приблизно на 25% більшу бронебійність. Однак це вважалося недостатнім для ефективної боротьби із західними танками, а більш сучасні типи снарядів для Д-54 ще не були розроблені. Крім того, серйозні заперечення з боку військових викликала наявність на Д-54 дульного гальма, при стрільбі яке викликало утворення сніжної, піщаної або пилової хмари, що демаскувала танк і заважала спостереженню за результатами стрільби. Також виникали побоювання щодо впливу дульної хвилі на піхоту супроводу і особливо на танковий десант. «Об'єкт 165» був прийнятий на озброєння під позначенням Т-62А 12 серпня 1961 року, але у березні 1962 року всі роботи над ним були припинені.
Розробка танка Т-62 під заводським індексом «Об'єкт 166» почалася конструкторським бюро Уралвагонзаводу під керівництвом Л. Н. Карцева у 1958 році на базі «Об'єкта 165». Експериментальний зразок був виготовлений у 1959 році, у 1960–1961 роках проводилися його випробування. Танк Т-62 являв собою подальший розвиток танка Т-55, мав таке ж компонування, і в ньому використовувалися ті ж вузли та агрегати, що і на танку Т-55. 12 серпня 1961 року танк був прийнятий на озброєння. Серійне виробництво Т-62 здійснювалося в СРСР з 1962 по 1973 рік із випуском близько 20 000 одиниць. Танк постачався за кордон із початку 1970-х років.

## Конструкція
Т-62 має класичне компонування, з розміщенням моторно-трансмісійного відділення в кормовій, відділення управління — в лобовій, а бойового відділення — в середній частині машини. Екіпаж танка складається з чотирьох осіб: механіка-водія, командира, навідника і заряджального.

### Корпус та башта
Т-62 має диференційоване протиснарядне бронювання. Броньовий корпус Т-62 є жорсткою коробчатою зварною конструкцією, що збирається з листів катаної броньової сталі товщиною 16, 30, 45, 80 і 100 мм. Лобова частина корпусу утворена двома 100-мм бронеплитами, що сходяться клином: верхньої, розташованої під нахилом в 60° до вертикалі і нижньої, що має нахил в 55°. Борти корпусу складаються з цільних вертикальних 80-мм листів, а корма складається з вертикального верхнього листа товщиною 45 мм і 16-мм нижнього, що має нахил 70°. Дах корпусу в районі підбаштової коробки має товщину 30 мм, а над моторно-трансмісійним відділенням — 16 мм. Днище корпусу складається з чотирьох штампованих 20-мм листів і має в поперечному перерізі коритоподібну форму. Лобові та бортові листи корпусу виконані з хромо-нікель-молібденової сталі 42СМ, корми та дах корпусу — із сталі 49С, а днище — із хромо-молібденової сталі 43ПСМ.

### Гармата

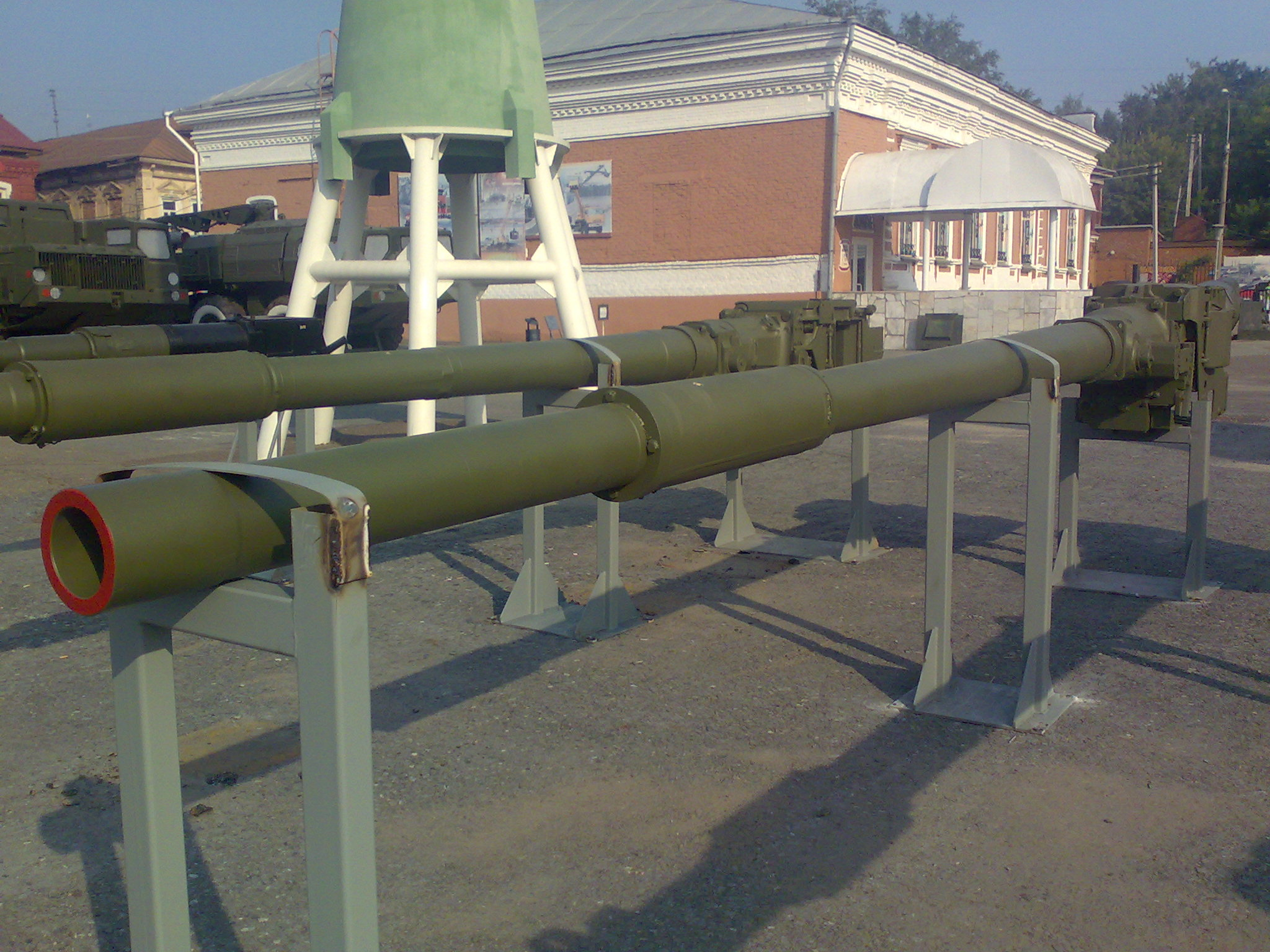
Гладкоствольна 115-мм танкова гармата У-5ТС «Молот» (2А20)

Гарматне озброєння Т-62 — 115-мм гладкоствольна напівавтоматична гармата У-5ТС (2А20). Ствол зброї скріплений кожухом, довжиною 52,6 калібри / 6050 мм та з ежектором. Гармата має горизонтальний клиновий затвор, з напівавтоматикою пружинного типу та електричний/резервний ручний механізми спуску. Противідкотні пристрої складаються з гідравлічного відкотника та гідропневматичного накатника, розташованих над стволом зброї; нормальна довжина відкоту становить 350-415 мм, гранична - 430 мм. Максимальний тиск у каналі ствола становить 3730 кг/см2, а максимальна дульна енергія при стрільбі підкаліберним снарядом — 6,96 МДж / 709 тс · м. Гармата забезпечена пристроєм для викиду стріляних гільз із пружинно-торсійною механікою, після пострілу автоматично викидає гільзу через люк у верхній кормовій частині башти.

#### Додаткове озброєння
У спареній установці з гарматою розміщується 7,62-мм кулемет. На танках ранніх випусків встановлювався кулемет СГМТ, із серпня 1964 року змінений досконалішим ПКТ. Обидва кулемети мають однакові боєприпаси та балістику, тому заміна не вимагала зміни прицілу. При цьому ПКТ має меншу масу і компактніший, а також має більш високий темп стрільби — 700—800 пострілів на хвилину проти 600 у СГМБ, хоча бойова скорострільність обох кулеметів приблизно однакова — 250 пострілів на хвилину. Боєкомплект спареного кулемету складає 2500 набоїв у 10 магазин-коробках зі стрічками на 250 набоїв. Боєкомплект кулемета ДШКМ (за наявності останнього) включає 300 патронів (6 стрічок по 50 набоїв в магазин-коробках).

### Система управління вогнем
Для наведення спареної установки (гармата та кулемет) на ціль під час стрільби прямим наведенням використовується телескопічний монокулярний шарнірний приціл ТШ2Б-41, а на машинах пізніх випусків — ТШС-41. Приціл має змінне збільшення від 3,5 до 7 разів з кутами поля зору від 18° до 9°. Сітка прицілу розрахована для ведення вогню прямим наведенням підкаліберними снарядами на відстані до 4000 метрів, кумулятивними снарядами — до 3000 метрів, а зі спареного кулемета — до 2000 метрів.
Для стрільби вночі та за зниженої освітленості передбачений електронно-оптичний інфрачервоний монокулярний перископічний приціл ТПН-1-41-11 із 5,5-кратним збільшенням і кутом поля зору 6°. При цьому підсвічування цілі здійснюється прожектором Л-2 з інфрачервоним світлофільтром, що забезпечує дальність видимості вночі до 800 метрів. Для стрільби із закритих позицій є бічний рівень і азимутальний покажчик.
Наведення спареної установки у вертикальній площині здійснюється за допомогою електрогідравлічного, а в горизонтальній — електромеханічного приводів. Максимальні кути наведення у вертикальній площині становлять від -6° до +16°. Управління наведенням виконується за допомогою керівних рукояток на пульті навідника зі швидкістю від 0,07 до 4,5 град./с у вертикальній площині та від 0,07 до 16 град./с у горизонтальній площині. Для повного оберту башти потрібно 22,5 секунди. Установка оснащена вдосконаленим двоплощинним стабілізатором «Метеор М1». Також у навідника є резервний ручний привід гвинтового механізму.

### Двигун і трансмісія

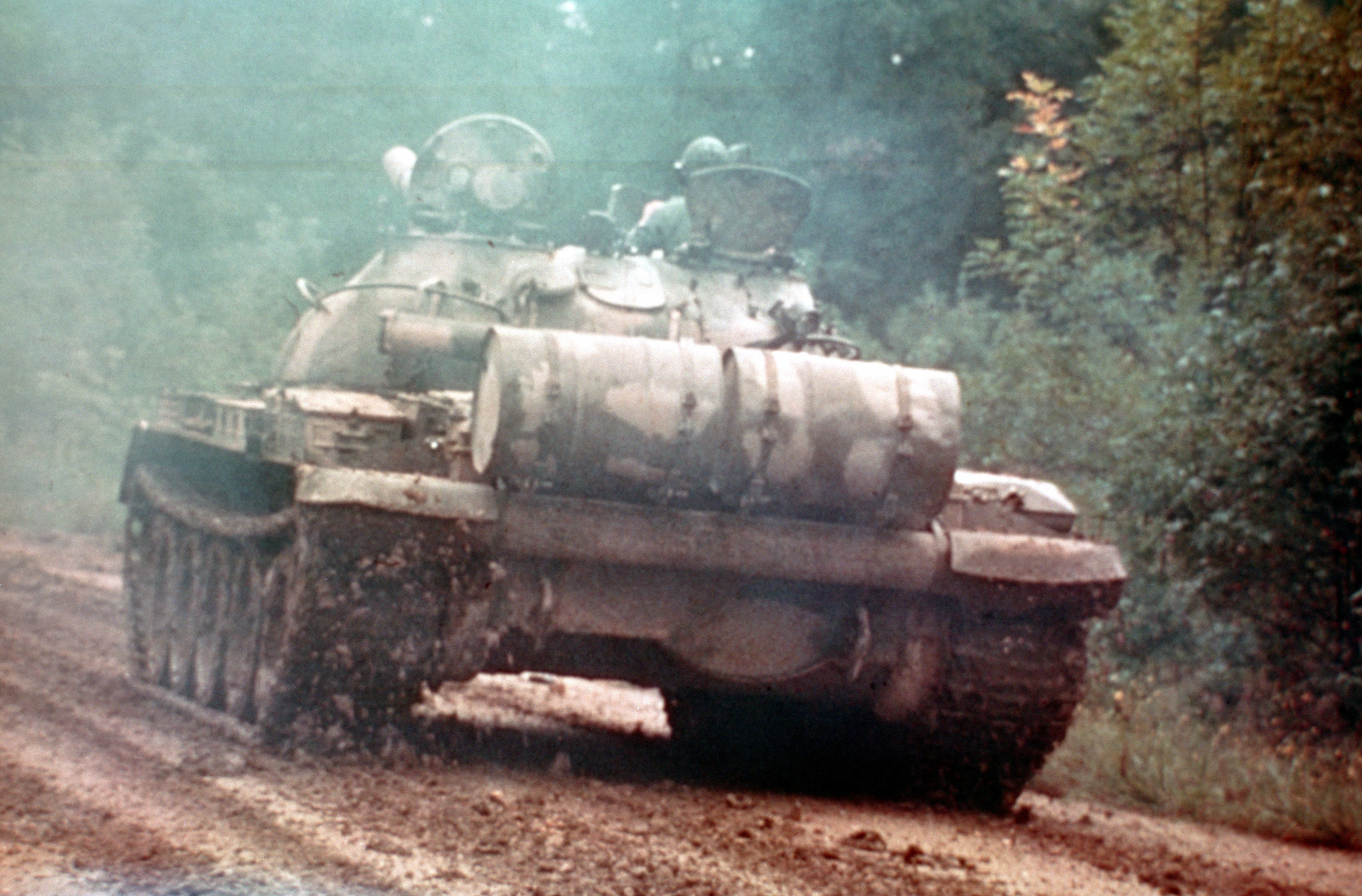
Т-62 із закріпленими на кормі зовнішніми паливними баками

На Т-62 встановлений V-подібний 12-циліндровий чотиритактний дизельний двигун рідинного охолодження, моделі В-55В. Маючи робочий об’єм 38 880 см³, двигун розвиває максимальну потужність 580 к. с. (427 кВт) при 2000 об/хв і максимальний обертовий момент 230 кгм (2254 Нм) при 1200–1400 об/хв. Двигун працює на дизельному паливі марок ДЛ, ДЗ і ДА, питомі витрати палива становлять 174 г/к.с.·год. Гарантійний термін роботи двигуна на початок 1960-х років становив 350 годин. Двигун розміщений поперечно у моторно-трансмісійному відділенні на привареній до днища корпусу рамі та обладнаний форсуночним підігрівачем. Система охолодження двигуна включає один трубчасто-стрічковий радіатор, розташований над коробкою передач, та один вентилятор, розміщений біля кормового листа корпусу. Очищення повітря у системі повітрозабору двигуна здійснюється за допомогою двоступеневого повітроочисника ВТИ-4 з ежекційною системою видалення пилу з пилозбірника.
Паливна система танка включає чотири внутрішні паливні баки загальною ємністю 675 літрів: носовий бак ємністю 280 літрів, розташований у лобовій частині корпусу справа, два баки-стелажі — лівий і правий, ємністю відповідно 125 і 145 літрів, розміщені за ним, а також середній бак ємністю 127 літрів, розташований по правому борту бойового відділення біля перегородки моторно-трансмісійного відділення. Три зовнішніх паливних баки, ємністю 95 літрів кожен, розташовані на правій надгусеничній полиці. Усі паливні баки — зварні, з штампованих сталевих листів і покриті бакелітовим лаком: внутрішні — зсередини та ззовні, зовнішні — лише зсередини. Крім того, на кормі танка за допомогою спеціальних кронштейнів можуть кріпитися дві стандартні паливні бочки ємністю по 200 літрів. Вони не підключені до паливної системи, і паливо з них переливається у баки танка на стоянці за допомогою штатних заправних засобів. Встановлені бочки не обмежують рухливість танка і не перешкоджають доступу до моторно-трансмісійного відділення для технічного обслуговування, хоча і обмежують кут нахилу гармати по кормі до +4°.

### Ходова частина
Ходова частина Т-62, за винятком дещо іншого розташування балансирів у зв’язку зі зміненим розподілом навантаження на них, ідентична підвісці Т-54/55 і включає з кожного борту п’ять здвоєних обгумованих литих опорних котків діаметром 810 мм, лінивець і ведуче колесо; підтримувальні котки відсутні. Підвіска опорних котків — індивідуальна, торсіонна, перші та останні котки оснащені гідравлічними амортизаторами лопастного типу. Підвіска має жорсткість 522 кг/см, період коливань 0,86 с при повному ході котка 224 мм і питому потенційну енергію 430 мм.
Спочатку на Т-62 використовувалися гусениці від Т-54/55 з металевим шарніром, а пізніше — вдосконалені гусениці з гумово-металевим шарніром. Обидві гусениці мали цівкове зачеплення, ширину 580 мм і крок трака 137 мм, але металева гусениця складалася з 96 траків і мала масу 1386 кг, а гусениця з гумово-металевим шарніром — з 97 траків і масу 1655 кг.

## Варіанти та модифікації
Т-62
Об'єкт 166 — базова версія 1961 року.
Т-62А
Об'єкт 165 — базовий варіант танка розроблений паралельно з Т-62 (Об'єкт 166). Встановлено нову литу башту з нарізною 100-мм гарматою Д-54ТС (2А24). Для видалення стріляних гільз на машині встановлено механізм викиду гільз через кормовий люк башти. Ця модифікація танка випускалася 1961 року невеликою партією.
Т-62Б (Об'єкт 167М)
Дослідний танк із двигуном В-35 потужністю 750 к.с. та 125-мм гарматою 2А26. Серійно не виготовлявся.
Т-62К
Командирський Т-62 з радіостанцією Р-130. Додатково встановлено навігаційну апаратуру ТНА-2, КВ-радіостанцію та зарядний агрегат АБ-1 для живлення при тривалій роботі на місці. При цьому зменшився боєкомплект гармати та кулемету, змінено розміщення ЗІПу. Командирська версія Т-62 почала випускатися з 1964 року.
ТО-62
Вогнеметна модифікація Т-62. Дальність вогнеметання – 200 м. Вогнемет встановлений замість спареного кулемету.

### Т-62М
Об'єкт 166М6 — танк, що пройшов глибоку модернізацію в 1983-1985 роках. На танку було встановлено: додатковий броньовий захист башти, корпусу та дна (рівень захисту башти від БПС — 350 мм, від КС — 400—450 мм); гумові бортові протикумулятивні екрани; комплекс керованого озброєння 9К116-2 «Шексна»; двигун В-55У потужністю 620 к. с.; нова система управління вогнем «Волна» (лазерний далекомір КТД-2, балістичний обчислювач БВ-62, приціл ТШСМ-41У та стабілізатор «Метеор» М1); система запуску димових гранат 902Б «Туча» та система захисту від напалму «Сода». Частина машин оснащувалась зенітним кулеметом НСВТ замість ДШКМ, а ствол гармати – теплозахисним кожухом. Модернізовано ходову частину та введено траки від танка Т-72. Танк оснащувався радіостанцією Р-173 та радіоприймачем Р-173П.
Т-62МВ

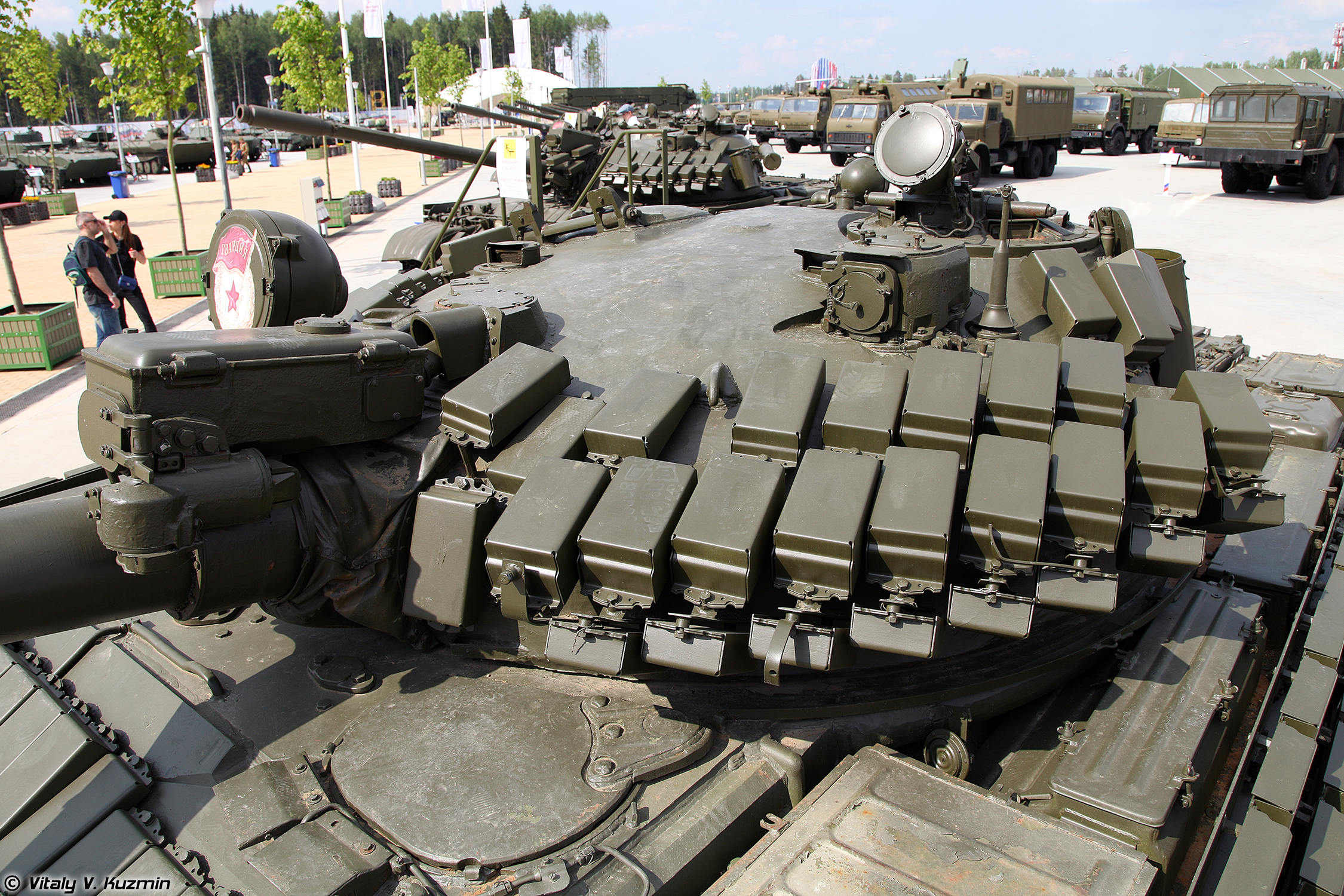
ДЗ «Контакт-1» встановлений на башту Т-62МВ.

1985 року на танк під позначенням Т-62МВ встановили навісний динамічний захист «Контакт-1», теплозахисний кожух ствола, додаткову броню на дно, бортові 10-мм гумові екрани та систему керування вогнем «Волна». Як і Т-62М, ця модифікація танка мала кілька варіантів комплектації.
Т-62М зр. 2021
Модернізація Т-62М, оснащена оптико-електронною системою, новим прицілом 1ПН-96МТ-02. По бортах встановлені динамічний захист «Контакт-1» та протикумулятивні екрани.
Т-62М зр. 2022
Про існування модифікації Т-62М зразка 2022 року широкому загалу стало відомо в лютому 2023 року під час російсько-української війни.
Дана модифікація відрізняється від базової Т-62М відсутністю лазерного далекоміра КДТ-2/1, натомість, замість старого прицілу встановлений приціл 1ПН96МТ-02 з неохолоджуваною тепловізійною системою та вбудованим далекоміром. На танку відсутні контейнери динамічного захисту Контакт-1.
Встановлений приціл 1ПН96МТ-02 має неохолоджувану тепловізійну систему, оптичний канал відсутній. Дана технологія повинна дозволяти виявляти цілі на відстані 2-3 км.
Схожа модифікація, з новою радіостанцією, з блоками динамічного захисту та навареними решітками на кормі башті була представлена в березні 2023 року на 103-му бронетанковому ремонтному заводі.

### Т-62-5ТДФ
Модифікація Т-62-5ТДФ створена в Україні. У ході здійснення програми модернізації танки Т-62 повинні були пройти модернізацію силового відділення (з встановленням нового танкового двигуна 5ТДФ потужністю 700 к.с. та співвісних з ним бортових коробок передач), модернізацію захисту із встановленням додаткових броньових накладок на лобові частини корпусу та вежі та встановленням вбудованого динамічного захисту), а також модернізацію основного озброєння (заміну 115-мм гармати 2А20 на 120-мм КБА-101 або 125-мм гармату КБА-3) та системи управління вогнем.

## Машини на базі танка
- ТП-62 — болгарська броньована гусенична пожежна машина[16].
- ТВ-62 — болгарська броньована ремонтно-евакуаційна машина. Встановлено лебідку. Башти демонтували, замість них приварили задом наперед укорочену наполовину башту від Т-55/Т-55А із зенітним кулеметом ДШКМ.
- БМПТ-62 (Алжирський «Термінатор») — алжирська бойова машина підтримки танків. Модернізація відбувається шляхом заміни башти на бойовий модуль «Бережок»[17][18].
- ІТ-1 — радянський ракетний танк, винищувач танків. Перебував на озброєнні у 1968—1974 роках.

## Бойове застосування

### Конфлікт на острові Даманський
Перше бойове застосування Т-62 відбулося під час радянсько-китайського прикордонного конфлікту на острові Даманський у березні 1969 року. Використання танків у цьому конфлікті стало випадковістю: 15 березня до командного пункту прикордонників, які вели бої з китайськими військами, помилково підійшла група з дев'яти Т-62 135-ї мотострілецької дивізії. Було вирішено використати танки для підтримки прикордонників, які не мали важкого озброєння.
Три Т-62 рушили по льоду до зайнятого китайськими військами острова Даманський у спробі обійти його та відрізати від резервів, які підходили з китайського боку кордону. Проте китайці виявилися підготовленими до такого розвитку подій і відкрили щільний вогонь із РПГ-2, унаслідок чого головний танк був підбитий, а два інших відступили до радянського берега. Екіпаж підбитого радянського танка був знищений китайськими військовими зі стрілецької зброї під час спроби залишити машину.
До вечора того ж дня, після масованої артилерійської підготовки, китайські війська були вибиті з острова Даманський. Однак, як з’ясувалося, до того часу китайські розвідники встигли обстежити підбитий танк і зняти з нього низку приладів, зокрема стабілізатор озброєння, який вважався одним із найсекретніших елементів, встановлених на Т-62. Було вирішено знищити танк, але вдалося лише втопити його, пробивши лід мінометним вогнем.
Наприкінці квітня 1969 року, після завершення бойових дій, китайцям вдалося підняти танк з дна річки й ретельно його дослідити, після чого він був встановлений у музеї НВАК у Пекіні.

### Вторгнення СРСР до Афганістану
Танки Т-62 застосовувалися під час вторгнення СРСР до Афганістану. У середньому щорічно біля країни перебувало близько 600 радянських танків Т-62, крім танків переданих урядовим військам. У ході експлуатації в гірських умовах Т-62 показав себе надійною, відпрацьованою машиною з досить високими бойовими якостями та технічними характеристиками — за умови технічно грамотної експлуатації, чого в Афганістані не спостерігалося (за даними М. Барятинського лише 1986 року через порушення правил експлуатації танки виходили з ладу 4038 разів, з яких 198 потребували капітального ремонту та 12 були списані).
Згідно офіційної російської інформації, безповоротні втрати всіх радянських танків (Т-55 та Т-62) в Афганістані склали 147 одиниць. Для порівняння, редактори Oryx Blog знайшли фото чи відео підтвердження безповоротної втрати Росією 3517 танків всіх типів (з них 250 Т-62) під час російського повномасштабного вторгнення в Україну, станом на 15 липня 2025 року.

### Війна в Перській затоці
Під час війни в Перській затоці іракська армія активно використовувала танки Т-62. Через повну перевагу США та коаліції в повітрі, а також більш потужні та технологічні танки M1 Abrams і кращу бойову підготовку особового складу, іракські Т-62 не мали суттєвого впливу на війну. Серед іракських військових Т-62 вважався застарілим та малоефективним танком. 

### Перша російсько-чеченська війна
Брали обмежену участь у Першій російсько-чеченській війні. Чеченські підрозділи під проводом Джохара Дудаєва отримали танки Т-62 з баз 392-го навчального танкового полку (м. Шалі; 6 Т-62М и 36 Т-72А). Натомість, федеральні сили передали підконтрольним підрозділам так званої «опозиції» (сформованої з завербованих Федеральною службою контррозвідки російських військових) 10 танків Т-62. Відомий випадок танкового бою між одним Т-62 російських сил та двома Т-72А чеченських військових, під час якого один Т-62 був підбитий, в ньому загинуло двоє членів екіпажу.
Відомо про випадок знищення чеченської установки ПТРК танком Т-62 з відстані 5600 метрів.
Зрештою всі 10 танків Т-62 російськими силами були втрачені або виведені з ладу протягом серпня-жовтня 1994 року, в тому числі один був проданий чеченським військовим. Останній Т-62, що залишився, був знищений під час спроби штурму Грозного 15 жовтня 1994 року.

### Друга російсько-чеченська війна
Т-62 та Т-62М знайшли широке застосування під час Другої російсько-чеченської війни. Зокрема, вони перебували на озброєнні 93-го механізованого полку внутрішніх військ. 69 танків Т-62М перебували на озброєнні 160-го танкового полку. Всього, для бойвих дій російське командування виділило 370 танків Т-72, Т-62 та Т-80 (включно з 138 Т-62). Про наявність Т-62 у чеченського ополчення інформація відсутня. Крім того, декілька танків використовували залізничні війська на бронепотягах, з них 2 потяга використовували на початку другої війни а наприкінці група була підсилена до 5. Кожен потяг мав 1 або 2 платформи з танком Т-62, тобто лише на бронепотягах було використано від 5 до 10 танків Т-62.
Участь в бойових діях Т-62 взяли в серпні-вересні 1999 року, коли близько 60 танків Т-62 93-го полку брали участь у Дагестанській війні. До середини вересня чеченські сили були вибиті з території Дагестану, було відомо про один знищений Т-62.
В першій половині жовтня на територію Чечні було передислоковано 160-й гвардійський танковий полк під командуванням підполковника Юрія Буданова. Цього місяця значних зіткнень не відбувалось, відомий випадок, коли в Т-62М командира полку влучив снаряд, екіпаж відбувся лише контузією.

### Російсько-грузинська війна (2008)
Російська армія мала Т-62 на озброєні 42-ї мотострілецької дивізії.
За даними російського Центру аналізу стратегій та технологій, один російський Т-62М був знищений вогнем противника. Відомо про випадок знищення грузинського танка вогнем з російського Т-62М.

### Російсько-українська війна
У травні 2022 року був помічений потяг, який рухався у напрямку України, завантажений партією розконсервованих танків Т-62М та Т-62МВ.
Також російська армія зняла зі зберігання танки з 943-го центру забезпечення мобілізаційного розгортання в Новоозерному, що на території окупованого Криму. Ворог вже підготував до відправлення танковий батальйон з Т-62М. Вважається, що ЗС РФ застосовуватимуть бронетехніку на південному напрямку, щоб стримати наступ української армії на Миколаївському та Херсонському напрямах.
За даними видання Defense Express 31 танк Т-62 та 11 БМП-1 було відправлено у Херсонську область, ще 35 одиниць військової техніки, зокрема й Т-62 та БМП-1, відправлено у Запорізьку область.
Загалом відомо, що росіяни зняли зі зберігання з 943 центру в Криму щонайменше 45 танків Т-62. Підготовку та злагодження танкових екіпажів ворог буде проводити, ймовірно, на обладнаних ділянках місцевості у тимчасово окупованій Херсонській області.
Через значні втрати у важкій бронетехніці росіянам довелось знімати зі зберігання не лише Т-62, а і Т-80БВ без будь-яких модернізацій.
На початку червня на півдні України було помічено кілька одиниць з встановленим імпровізованим захистом від атак згори та решітка в кормі танку, що прикривала задню частину башти.
В середині червня 2022 року ще кілька одиниць Т-62М були помічені біля села Врубівка поблизу Сєвєродонецька. Імовірно, російські загарбники під Сєвєродонецьком спробують відтворити «сирійську» тактику використання «штурмових танків» проти піхоти в умовах вуличного бою.
Відомо, що принаймні частина танків видали так званому «осетинському батальйону „Аланія“».
7 липня 2022 було опубліковане перше відео знищення російського Т-62М в Україні. Знищений танк належав батальйону «Аланія».
14 вересня 2022 року танк Т-62 було вперше захоплено українськими військовими.
А в січні 2023 року раніше захоплений Т-62М був переданий одному з підрозділів територіальної оборони Запоріжжя. Перед тим волонтери понад місяць витратили на його ремонт та повернення у працездатний стан.
3 січня 2025 року пілоти безпілотників батальйону «Рарог» 24 окремої механізованої бригади ЗСУ знищили 4 російські танки Т-62 на бахмутському напрямку. Окрім танків впродовж доби також було знищено три бойові машини піхоти БМП-2. Для ураження ворожої техніки, військові ЗСУ застосували FPV-дрони з кумулятивними БЧ.
Станом на 15 липня 2025 року редактори Oryx Blog знайшли фото чи відео підтвердження втрати Росією в ході війни 250 танків сімейства Т-62.
| Модель          | Знищено | Захоплено | Всього |
| --------------- | ------- | --------- | ------ |
| Т-62 зр. 1967   | 4       | 1         | 5      |
| Т-62 зр. 1972   | 1       | 0         | 1      |
| Т-62 зр. 1975   | 1       | 0         | 1      |
| Т-62М           | 87      | 34        | 121    |
| Т-62М зр. 2022  | 45      | 1         | 46     |
| Т-62МВ          | 23      | 10        | 33     |
| Т-62МВ зр. 2022 | 8       | 0         | 8      |
| Невідома версія | 35      | 0         | 35     |
| Всього          | 204     | 46        | 250    |

## Оператори

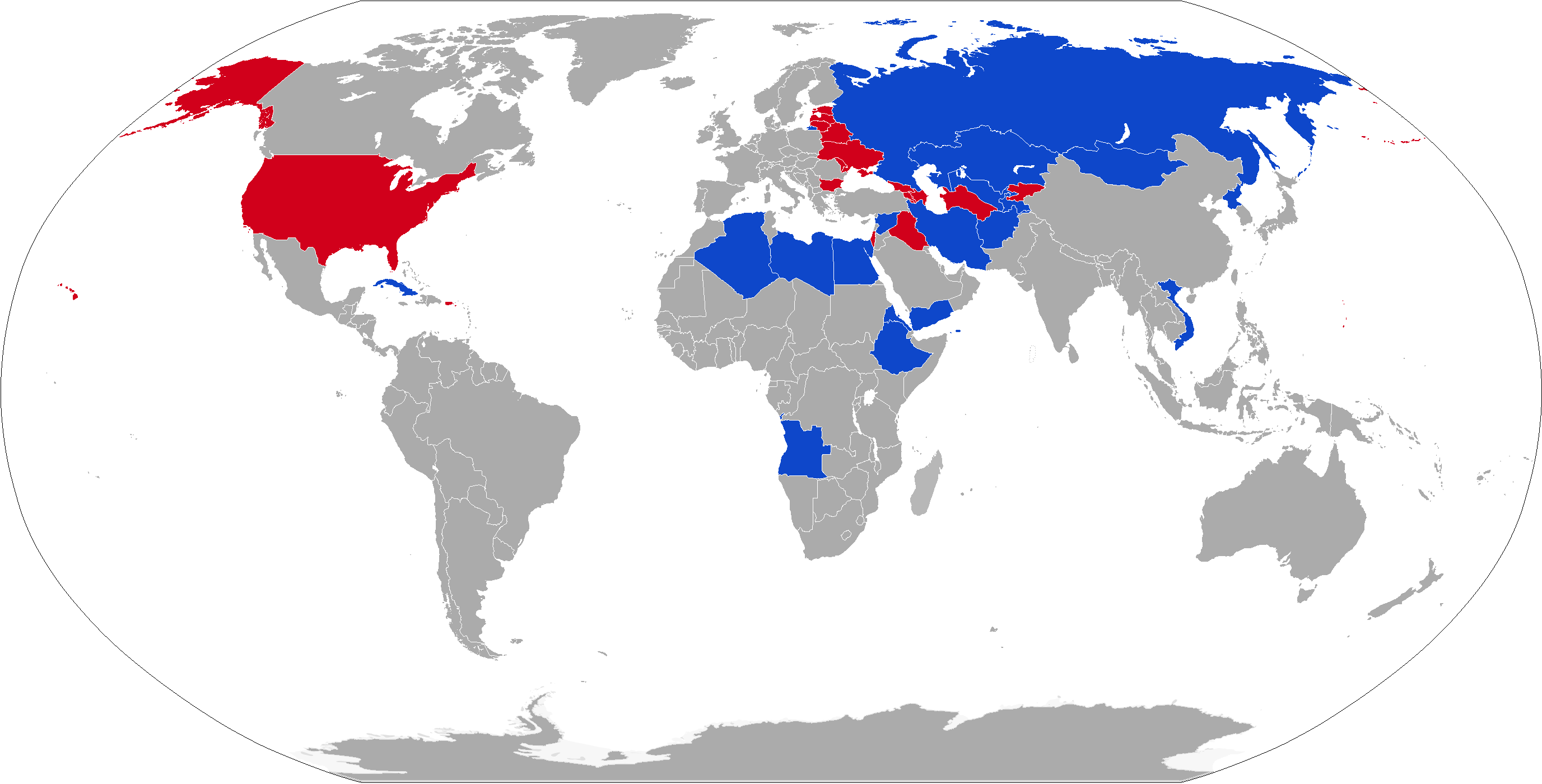
Країни-оператори Т-62
Поточні
Колишні

### Поточні
- Алжир — 290 Т-62 на озброєнні, станом на 2025 рік[51]
- Афганістан — невідома кількість Т-62 на озброєнні Талібану, позначені як небоєздатні, станом на 2025 рік[52]
- Ангола — 50 Т-62 на озброєнні, станом на 2025 рік[53]
- В'єтнам — 70 Т-62 на озброєнні, станом на 2025 рік[54]
- Ефіопія — близько 120 Т-55/62 на озброєнні, станом на 2025 рік[55]
- Єгипет — 200 Т-62 на озброєнні та 300 на зберіганні, станом на 2025 рік[56]
- Ємен — на озброєнні станом на 2025 рік, точна кількість невідома[57]
- Іран — 75+ Т-62 на озброєнні, станом на 2025 рік[58]
- Куба — близько 400 Т-54/55/62 на озброєнні, станом на 2025 рік[59]
- Лівія — на озброєнні станом на 2025 рік, точна кількість невідома[60]
- Північна Корея — на озброєнні станом на 2025 рік, точна кількість невідома[61]. Близько 500 поставили з СРСР та близько 470 виготовили в КНДР[62]
- Росія — 600 Т-62М/МВ в експлуатації та невідома кількість на зберіганні станом на 2025 рік[63]
- Сирія — на озброєнні станом на 2025 рік, точна кількість невідома[64]
- Таджикистан — 7 Т-62 на озброєнні, станом на 2025 рік[65]
- Узбекистан — 170 Т-62 на озброєнні, станом на 2025 рік[66]
- Україна — точна кількість невідома, не більше 40 Т-62М/МВ на озброєнні, станом на 2025 рік[24][67]

### Колишні
- Афганістан
- Білорусь
- Естонія
- Ізраїль
- Ірак
- Литва
- Латвія
- Молдова
- Монголія
- Сомалі
- Судан
- Танзанія

### Росія

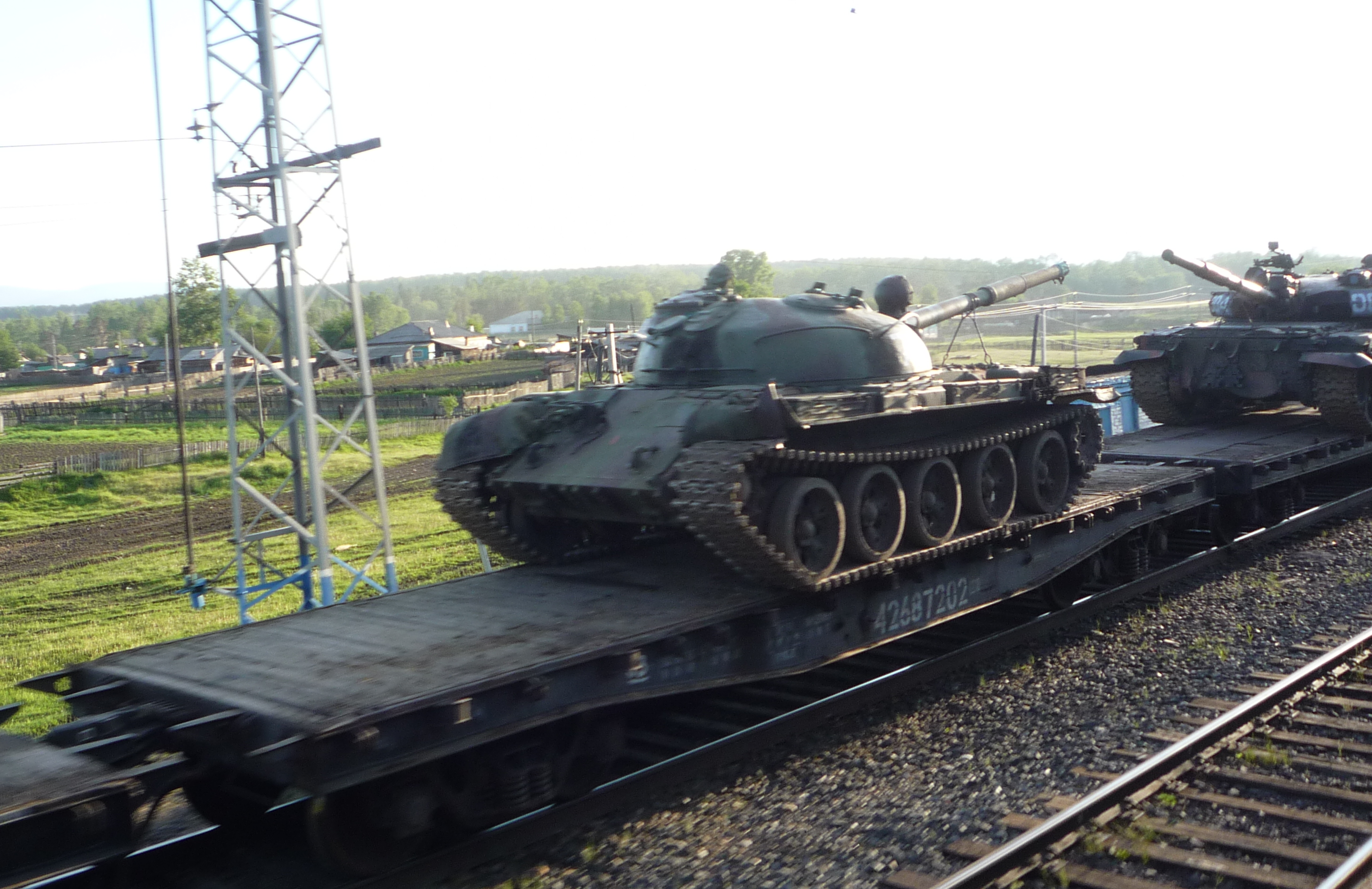
Транспортування Т-62 та Т-62М російською залізницею, 2010 рік

Після набуття чинності Договору про звичайні збройні сили в Європі в листопаді 1990 року Радянський Союз мав скоротити кількість наявних танків у європейській частині до 15 300 одиниць. У військових частинах, при цьому, могло бути не більше 11 800 танків.
На той час в європейській частині Радянського Союзу знаходилось 2021 танків Т-62 (Т-62, Т-62К, Т-62М, Т-62МК).
Попри розвал СРСР Росія продовжувала скорочення кількості наявних у неї танків, і станом на 1992 рік в європейській частині колишнього Союзу (Росія, Молдова, Україна, Білорусь) знаходилось вже 948 танків Т-62 різних модифікацій.
В 1994 році Росія повідомляла про наявність 688 танків Т-62 в європейській частині країни, а 1995 році, через перекидання підрозділів з Сибірського військового округу для участі в російсько-чеченській війні кількість танків Т-62 зросла до 761.
Станом на 1997 рік Росія повідомляла про наявність 97 танків Т-62 в європейській частині. Однак, на цей час основна їх маса була передана на озброєння Внутрішніх військ МВС і тому в даній статистиці їх не враховували.
Відтоді дані про наявність танків Т-62 в Росії у відкритих джерелах різниться. Так у Military Balance за 2004—2005 роки було вказано 3000 танків Т-62 на зберіганні, а у звіті за 2010 рік вже йшлося про 150 одиниць на озброєнні та 350 на зберіганні. В звіті за 2012 рік було вже вказано 2500 танків Т-62 на зберіганні.
У звіті за 2021 рік інформація про наявні в Росії Т-62 відсутня.
Рішення зняти танки Т-62 з озброєння було ухвалене в 2011 році, а втілювати його почали наприкінці 2012 року — тоді йшлося про те, що російський холдинг «Оборонсервіс» матиме на зберіганні понад 900 танків Т-62, які передбачалось розібрати на запасні частини з подальшою консервацією на складах або ж продажем закордон. Частково, це рішення було підкріплене тим, що в наявних в Росії боєприпасах для цих танків уже давно добіг до кінця гарантійний термін зберігання, а їхнє виробництво залишилось лише у КНДР та Сирії.
Та вже щонайменше з 2017 року Росія стала постачати відновлені Т-62, Т-62М та Т-62МВ режиму Башара Ассада в Сирію для доукомплектування підпорядкованих йому загонів.
У серпні 2018 року під час навчань «Восток-2018» російські військові зняли щонайменше кількадесят Т-62М та Т-62МВ зі зберігання на базах.
У жовтні 2021 року Росія провела навчання на території Південного військового округу (ПдВО) за участі сотень одиниць озброєння, включно з танками Т-62МВ.
У травні 2022 року кількадесят Т-62М та Т-62МВ було перекинуто до кордону з Україною, а згодом і в Україну. Ними, начебто, доукомплектують танковий полк резерву на базі 150-ї мотострілецької дивізії 8-ї загальновійськової армії.
Під час візиту в жовтні 2022 року на 103-й танкоремонтний завод колишній російський генерал, а на той час — депутат держдуми Андрій Гурулєв озвучив плани повернути зі зберігання близько 800 танків Т-62 та Т-62М протягом наступних трьох років (тобто, близько 22 танків на місяць). За його словами танки пройдуть капітальний ремонт і модернізацію. Окрім того, будуть встановлені нові тепловізійні приціли та неназвані засоби протидії сучасними ПТРК типу FGM-148 Javelin.
В листопаді 2022 року стало відомо, що на полігоні в Костромі частково-мобілізованих російських військових готують до бойових дій в Україні на танках Т-62М. Також там помічені установки 9П138 «Град-1» та причіпні гаубиці 2А18 «Д-30».

### Україна
Під час російського вторгнення захоплено щонайменше один Т-62 зр. 1967, 35 Т-62М та 14 Т-62МВ в різному стані, станом на червень 2023. 
Відомо, що Фонд Сергія Притули розробляє на шасі захоплених танків БРЕМ та важку машину вогневої підтримки з баштою від БМП-2. Першу таку БРЕМ, оснащену краном-маніпулятором було передано 128 ОГШБр у квітні 2023 року; благодійники заявили, що вартість модернізації склала 1,6 млн грн.
27 вересня 2024 року стало відомо, що танкісти 19 Миколаївського полку охорони громадського порядку Національної гвардії України доопрацювали трофейний Т-62М для використання в бойових діях. Башту по периметру, окрім передньої частини де розташовані додаткові блоки композитної броні, посилили навісним динамічним захистом. Окрім того, башту прикрили масивною кліткою для захисту від FPV дронів. Також, над моторно-трансмісійним відсіком встановлена невідома конструкція прикрита маскувальною сіткою, ймовірно призначена для розсіювання тепла двигуна для зменшення помітності в тепловізор.